# Jean-Baptiste Sylvère Gaye de Martignac
Pour les articles homonymes, voir Gaye et Martignac.
Jean-Baptiste Sylvère Gaye, vicomte de Martignac, né le 20 juin 1778 à Bordeaux et mort le 3 avril 1832 à Paris, fut un poète, goguettier, vaudevilliste, avocat et homme d'État français.

## Biographie
Jean-Baptiste Gaye de Martignac est le fils de Jean Léonard Gaye de Martignac, avocat à Bordeaux, bâtonnier, conseiller à la Cour Royale de Bordeaux (1816), conseiller-général de la Gironde, et de Marie-Thérèse Lanusse. Il est issu d'une famille de vieille bourgeoisie, originaire de Brive.
En 1798 il est secrétaire d'Emmanuel Joseph Sieyès puis, après avoir servi un temps dans l'armée, se tournant vers la littérature et la chanson, il entre dans le Cercle des chansonniers de Bordeaux et dans la Société  des Vaudevillistes de Bordeaux.

### Une carrière de juriste sous l'Empire
Avocat de formation, il défend, en 1811, la cause d'une jeune Miramontaise, Elisabeth Milhet de Belisle-Philipeaux, au cours d'un des premiers procès en divorce.
En 1813, il épouse sa jeune cliente, ce qui l'amène à vivre d'abord dans une des belles maisons de la place, avant de faire construire un hôtel particulier qui est aujourd'hui le centre des Finances publiques de la commune de Miramont-de-Guyenne.
Sous l'Empire, il se fait remarquer par ses talents oratoires et plaide avec succès comme avocat à Bordeaux.
Au début des Cent-jours, en avril 1815, il appuie la tentative de la duchesse d'Angoulême de défendre Bordeaux, puis, cette défense s'avérant impossible, organise le départ pour l'exil de la princesse.
Il reste à l'écart jusqu'au retour au pouvoir de Louis XVIII, à la seconde Restauration.
En 1818 il intègre la magistrature pour devenir avocat général à la Cour royale de Bordeaux, puis en 1820 procureur général près la Cour royale de Limoges.

### Une carrière politique sous la Restauration

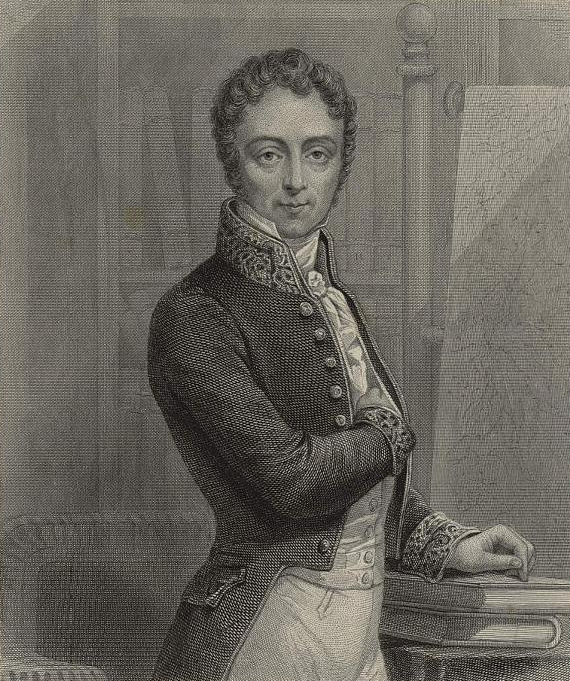
Jean-Baptiste Gaye, vicomte de Martignac.

#### Des «ultras» à la modération
En 1821 il est élu, dans le Lot et Garonne, député de la circonscription de Marmande. Il siège au centre droit
À la Chambre des députés, il soutient la politique de Joseph de Villèle, chef du gouvernement ultra, tout en s'impliquant activement, en particulier comme orateur, dans le processus législatif.
Rapporteur de la loi sur la Presse en 1822, il est nommé  Conseiller d'État la même année.
En 1823 il accompagne le duc d'Angoulême lors de l'Expédition d'Espagne en qualité de commissaire civil. A son retour en France, Louis XVIII le nomme Ministre d'Etat et en 1824, Directeur Général de l’Enregistrement et des Domaines.
En 1825, il soutient la loi du milliard des émigrés à la chambre des députés.
A la fin de 1826, il est rapporteur à la Chambre du projet du Code forestier en tant que Commissaire du Roi Charles X.
Par lettres patentes du 18 novembre 1826, le Roi Charles X lui confère le titre de vicomte.
La vie et les pratiques politiques l'amènent à modifier graduellement ses vues ultra-royalistes pour tendre vers celles des Doctrinaires, et, à la chute de Villèle, il est choisi par Charles X pour appliquer la nouvelle politique de compromis.

#### Le chef d'un gouvernement modéré
Avec l'appui du duc d'Angoulême, dont il est devenu un proche, il est nommé le 4 janvier 1828 ministre de l'Intérieur ; il devient, en l'absence du titre de président du Conseil des ministres, le véritable chef du gouvernement. Martignac entend rompre avec l'ultraroyalisme de Villèle pour se rapprocher des classes moyennes, mais ne sera pas dans cette politique soutenu par Charles X.
Fondateur du Messager des Chambres, il fait passer la loi du 18 juillet 1828 abolissant la censure de la presse, ce qui favorise le développement de feuilles d'opposition.
Il persuade le Roi de signer les ordonnances du 16 juin 1828 sur les Jésuites et les petits séminaires.
En juin 1828 il signe l'acte autorisant le don par la commune de Niort au département des Deux-Sèvres de l'ex-jardin des Plantes, destiné à édifier un nouvel hôtel de préfecture, par le jeune architecte niortais Pierre-Théophile Segretain (1798-1864).

#### L'Expédition de Morée
Son ministère lance en Grèce, en août 1828, l'Expédition de Morée, avec l'objectif d'affermir le nouvel État grec dont les trois puissances alliées, France, Grande-Bretagne et Russie, appellent la création de leurs vœux.
Le volet militaire de cette expédition, sous le commandement du général Maison, voit le retrait des troupes d'occupation égyptiennes et ottomanes et prend fin dès le printemps 1829 avec le retour en France de la plus grande partie des troupes françaises.
Ce succès vaut au général Maison d'être élevé à la dignité de maréchal de France, en février 1829.
Une petite partie du contingent français reste en Grèce afin d'appuyer sur un plan logistique la mission scientifique qui est l'autre volet de cette expédition, en matière notamment de cartographie, d'archéologie, de géologie, de zoologie. Cette mission scientifique se prolongera jusqu'en 1833.
Dans la lignée du philhellénisme prégnant dans l'opinion française depuis plus d'un demi-siècle, elle facilite l'établissement, entre la France et le nouvel État grec, devenu une monarchie en 1831, de relations privilégiées, qui durent encore au XXIe siècle.
En parallèle, le ministère Martignac poursuit le blocus maritime d'Alger mis en place en 1827 par le ministère Villèle, blocus qui ne sera levé qu'en 1830, avec l'expédition d'Alger, lancée par le ministère Polignac.

#### Voyage du Roi et du Dauphin dans l'Est de la France
Le ministère Martignac est marqué par le périple que Charles X, le Dauphin et leur suite, effectuent en septembre 1828 dans les départements de l'Est de la France, voyage similaire à celui effectué l'année précédente dans les départements du nord. Partis du palais des Tuileries le 31 août 1828, ils visitent les départements de Seine & Marne, de la Marne, de la Meuse, de la Moselle, de la Meurthe, du Bas-Rhin, du Haut-Rhin, à nouveau de la Meurthe, de l'Aube et de la Seine & Marne. Leurs étapes sont consacrées à la visite des principaux établissements industriels, militaires et hospitaliers, à la rencontre des autorités civiles, militaires et religieuses, auxquelles sont associés les cultes protestant et israélite. Elles donnent lieu à de nombreuses manifestations de liesse et de fidélité à la dynastie des Bourbons. Les principales étapes, à Metz, Strasbourg et Lunéville, permettent au Roi, au Dauphin et à leur suite d'assister à des manœuvres militaires. Ce voyage prend fin à leur retour, à Saint-Cloud, le 19 septembre .

#### Chute du gouvernement Martignac
Exposé aux attaques des deux extrêmes, gauche et droite, son gouvernement est défait par une coalition de ces groupes à la Chambre, en août 1829. Charles X, n'ayant jamais cru en la politique modérée et libérale qu'il incarnait, le remplace par un gouvernement conduit par le prince de Polignac.

#### La fidélité aux principes légitimistes

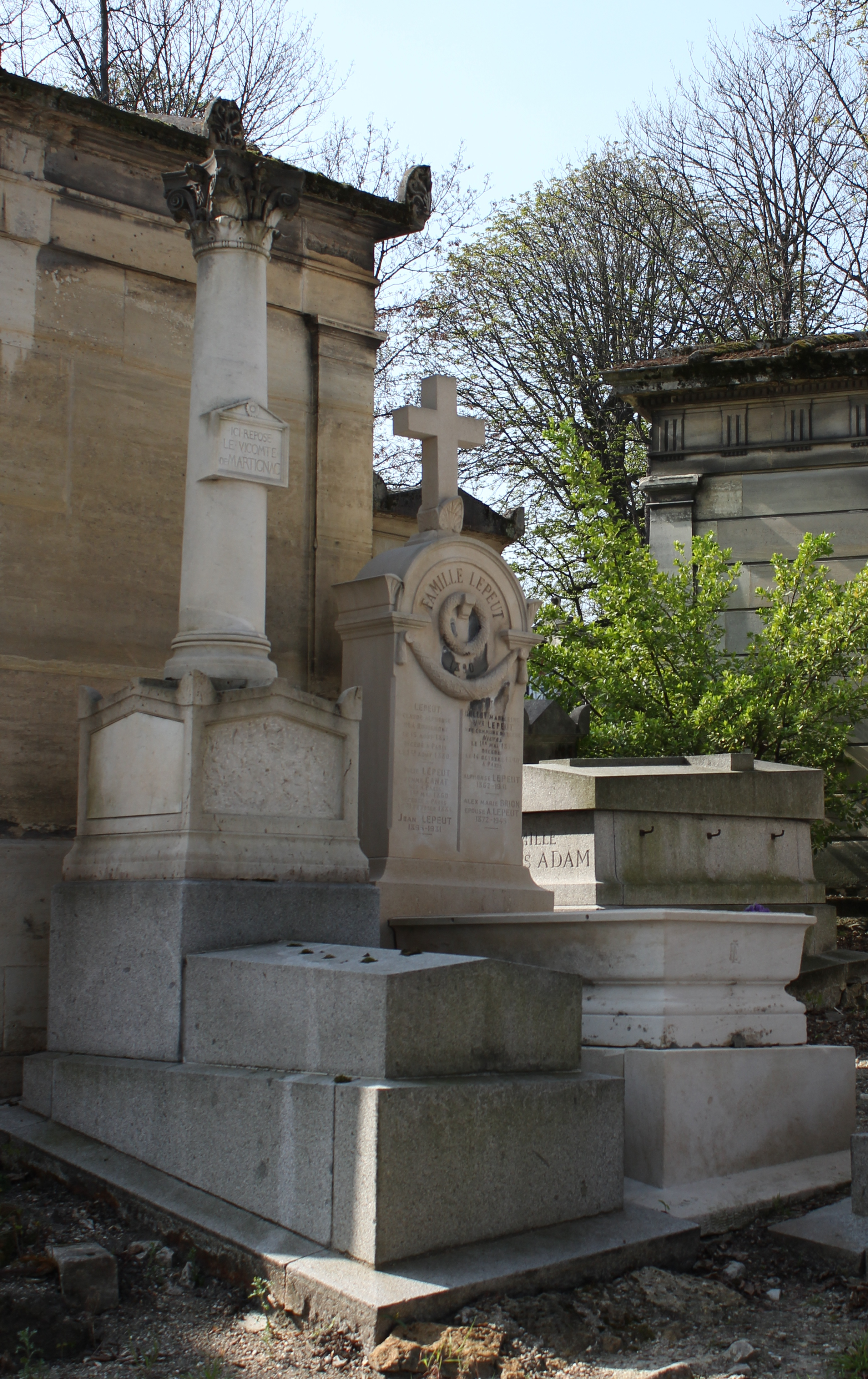
Tombe au cimetière du Père-Lachaise.

En mars 1830 Martignac vote, avec la majorité de la Chambre, la motion contre les célèbres ordonnances ; mais, à la révolution qui suit, il reste fidèle à ses principes légitimistes et n'exerce plus de fonctions publiques.
Ainsi, sa dernière apparition publique, en décembre 1830, est pour faire office de défenseur à son successeur, Jules de Polignac, à la Chambre des pairs, lors du procès des ministres de Charles X.
Mort deux ans plus tard, il est inhumé au Cimetière du Père-Lachaise (39e division).
Il est sans postérité et sa veuve lui survit jusqu'en 1886. Par une ordonnance du 8 septembre 1832, l'un de ses neveux, Jean-Baptiste Degrange-Touzin, est autorisé à relever son nom de Martignac.

## Décorations
- Légion d'honneur :
  - Chevalier : 1815
  - Officier : 1820
  - Commandeur : 1823
  - Grand officier de la Légion d'honneur en 1825
  - Grand-croix de la Légion d'honneur en 1829

## Hommages
Une rue à Bordeaux et une rue dans le 7e arrondissement de Paris ont été nommées en son honneur.

## Œuvres
- Bordeaux au mois de Mars 1815 (Paris, 1830).
- Essai historique sur les révolutions d'Espagne et l'intervention française de 1823, tome 1, 1832, Paris, A. Pinard, 455 pages. Tome 1, seul paru sur 3 en raison de la mort de l'auteur.

## Pour approfondir